# Toma Pop
Toma Pop (n. 1865, Lazuri (Sohodol), Alba - d. ?) a fost un deputat în Marea Adunare Națională de la Alba Iulia, organismul legislativ reprezentativ al „tuturor românilor din Transilvania, Banat și Țara Ungurească”, cel care a adoptat hotărârea privind Unirea Transilvaniei cu România, la 1 decembrie 1918.:pp. 219-220

## Biografie
Pop Toma a fost de meserie tăbăcar, domiciliat în comuna Hălmagiu, Jud. Arad.:pp. 219-220